# Аеропорт (швидкісна дорога)
Швидкісна дорога «Аеропорт» (кит. спр. 机场 高速公路, піньїнь: Jīchǎng Gāosù Gōnglù) — платна  швидкісна автодорога, що з'єднує центр Пекіна з аеропортом «Пекін Столичний». Дорога має 6 смуг (по 3 в кожному напрямку), довжина — 20 км.

## Історія
Рішення про будівництво дороги прийнято на початку 1990-х, коли стара дорога до аеропорту дійшла до межі своєї пропускної спроможності.
Будівництво почалося 2 липня 1992, пуск дороги відбувся 14 вересня 1993, починалася вона тоді від розв'язки Саньюаньцяо на  3-й кільцевій автодорозі.
У 2004—2006 дорога продовжена на 2,5 км до центру Пекіна, і з'єдналася з  2-ю кільцевою автодорогою. Введення в експлуатацію швидкісної дороги «Аеропорт» скоротив шлях від аеропорту «Пекін Столичний» до центру Пекіна з однієї години до 15 хвилин.